# Bupleurum americanum
Bupleurum americanum är en flockblommig växtart som beskrevs av John Merle Coulter och Joseph Nelson Rose. Bupleurum americanum ingår i släktet harörter, och familjen flockblommiga växter. Inga underarter finns listade i Catalogue of Life.